# بييت هيس
بييت هيس (بالهولندية: Piet Hesse)‏ هو ممثل هولندي، ولد في 2 ديسمبر 1872 بأمستردام في هولندا، وتوفي في 4 مارس 1936 ببوسوم في هولندا.